# الشعيبة (ذمار)
الشعيبة هي إحدى قرى الجمهورية اليمنية. وهي تتبع جغرافيًا لمحافظة ذمار. وإداريًا لمديرية مغرب عنس. يبلغ تعداد سكانها 1069 نسمة حسب الإحصاء الذي جرى عام 2004.